# 1920 en science
| Années de la science : 1917 - 1918 - 1919 - 1920 - 1921 - 1922 - 1923    |
| Décennies de la science : 1890 - 1900 - 1910 - 1920 - 1930 - 1940 - 1950 |

Cet article présente les faits marquants de l'année 1920 en science.

## Événements
- 26 avril : création en Roumanie de l'Institut de spéléologie de l'université de Cluj, le premier au monde, dirigé par Emil Racoviță[1].
- 16 octobre : dans le Lot, le propriétaire des lieux, M. Lamothe et sa fille Marguerite, découvrent la grotte des Merveilles, une grotte ornée paléolithique[2].

- Le neurologue allemand Hans Gerhard Creutzfeldt décrit les symptômes d'une curieuse affection neurologique[3].

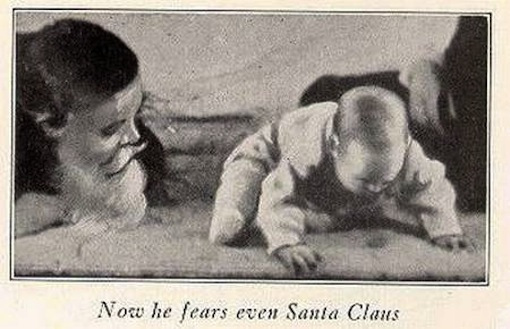
Photographie prise lors de l'« expérience du petit Albert ».

- Le psychologue américain John Broadus Watson reprend les travaux de Pavlov sur le conditionnement avec son assistante Rosalie Rayner (en), en conduisant l'« expérience du petit Albert », qui donne lieu à une théorie sur l'apparition des phobies[4].
- L'archéologue indien Daya Ram Sahni (en) commence les fouilles du site de Harappa (1920-1925)[5].

### Sciences physiques
- 26 avril : ouverture d'un grand débat public au Musée national d'histoire naturelle des États-Unis entre les astronomes américains Harlow Shapley et Heber Curtis sur la nature des « nébuleuses »  et la taille de l'univers. Il est clos en 1924 par Edwin Hubble qui prouve la nature extragalactique de ces objets[6].

- 3 juin : le physicien néo-zélandais Ernest Rutherford prédit l'existence du neutron au cours de sa seconde lecture bakerienne à Londres[7].

- 31 octobre : l'astronome Walter Baade découvre l'astéroïde (944) Hidalgo[8].
- 13 décembre : première mesure du diamètre d'une étoile géante rouge, Bételgeuse, grâce à l'interféromètre de Michelson du télescope de l'Observatoire du Mont Wilson[9].

- Découverte de la météorite d'Hoba près de Grootfontein, en Namibie. C'est la plus grande météorite connue (60 tonnes en un seul morceau)[10].
- L'astrophysicien indien Megh Nad Saha formule l'équation d'ionisation des gaz stellaires[11].
- Arthur Eddington publie ses observations sur la courbure gravitationnelle des rayons lumineux, effectuées à l'occasion de l’éclipse solaire du 29 mai 1919, qu'il considère comme une confirmation de la théorie de la  relativité générale d'Einstein[12].

- L'ingénieur Alan A. Griffith publie son analyse du phénomène de rupture fragile[13].

## Prix
- Prix Nobel

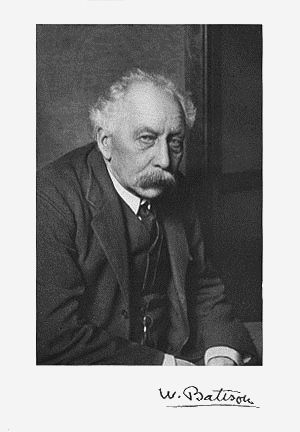
William Bateson

  - Physique : Charles Edouard Guillaume (Suisse, alliage des métaux).
  - Chimie : Hermann Walther Nernst (Allemand, thermochimie)
  - Physiologie ou médecine : Schack August Steenberg Krogh (Danois)

- Médailles de la Royal Society
  - Médaille Copley : Horace Tabberer Brown
  - Médaille Darwin : Sir Rowland Henry Biffen
  - Médaille Davy : Charles Heycock
  - Médaille Hughes : Owen Richardson
  - Médaille royale : Godfrey Harold Hardy et William Bateson
  - Médaille Rumford : Lord Rayleigh

- Médailles de la Geological Society of London
  - Médaille Lyell : Edward Greenly (en)
  - Médaille Murchison : Ethel Mary Reader Shakespear (en)
  - Médaille Wollaston : Gerard Jakob de Geer

- Prix Jules-Janssen (astronomie) : Henri-Alexandre Deslandres
- Médaille Bruce (Astronomie) : Ernest William Brown
- Médaille Linnéenne : Sir Edwin Ray Lankester
- Prix Poncelet : Élie Cartan
- Colloquium Lectures (AMS) : George David Birkhoff
- Médaille De Morgan : E. W. Hobson
- Médaille Guy d'or : T.H.C. Stevenson
- Prix Alfred Ackermann-Teubner : Gustav Mie
- Cours Peccot 1919-1920 : Léon Brillouin ; 1920-1921 : Maurice Janet

## Naissances

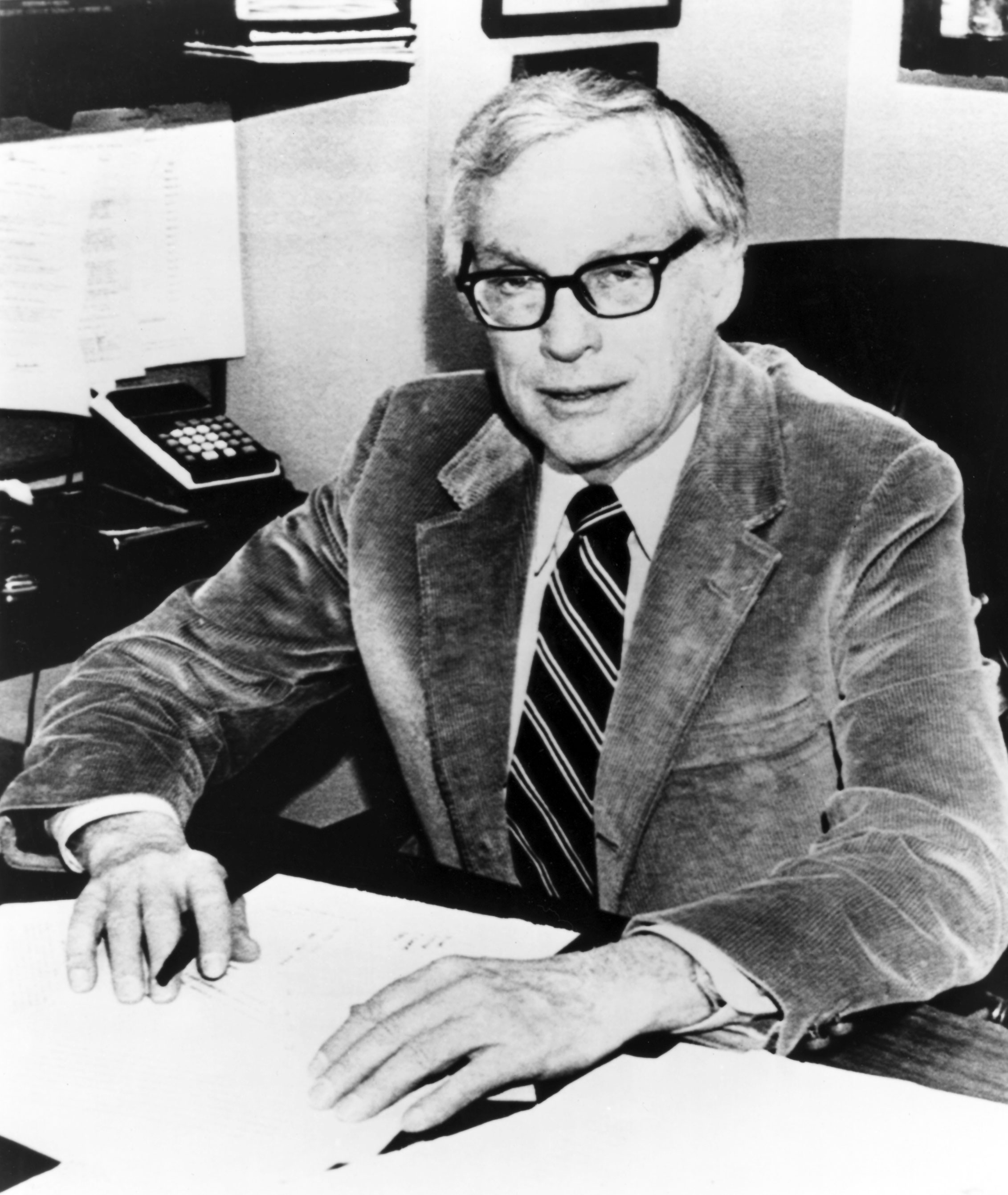
Elwood Jensen

- 2 janvier : George Herbig (mort en 2013), astronome américain.
- 4 janvier : Yves Gentilhomme (mort en 2016), linguiste et mathématicien français.
- 6 janvier : John Maynard Smith (mort en 2004), biologiste de l'évolution et généticien britannique.
- 13 janvier : Elwood Jensen (mort en 2012), biologiste moléculaire américain.
- 22 janvier : Richard J. C. Atkinson (mort en 1994), préhistorien et archéologue britannique.
- 28 janvier : Donald deAvila Jackson (mort en 1968), psychiatre américain, pionnier de la thérapie familiale.

- 2 février : Raymond Daudel (mort en 2006), chimiste théorique français.
- 8 février : Robert Bemer (mort en 2004), ingénieur en aéronautique et informaticien américain.
- 11 février : Fred Basolo (mort en 2007), chercheur américain.
- 18 février : Cornelis Johannes van Houten (mort en 2002), astronome néerlandais.
- 19 février : Jürgen von Beckerath (mort en 2016), égyptologue allemand.
- 29 février : Román Piña Chán (mort en 2001), archéologue et anthropologue mexicain.

- 11 mars : Nicolaas Bloembergen (mort en 2017), physicien néerlandais naturalisé américain, prix Nobel de physique en 1981.
- 15 mars : Donnall Thomas (mort en 2012), médecin américain, prix Nobel de physiologie ou médecine en 1990.
- 22 mars : Charles Stein (mort en 2016), statisticien américain.
- 30 mars : Daniel Koshland (mort en 2007), biochimiste américain et éditeur de Science.

- 6 avril : Edmond Fischer (mort en 2021), biologiste suisse naturalisé américain, prix Nobel de physiologie ou médecine en 1992.
- 12 avril : Germain Brisson (mort en 2014), agronome et professeur québécois.
- 13 avril : Jacques-Émile Dubois (mort en 2005), chimiste français.

- 8 mai : 
  - Gyula Strommer (mort en 1995), mathématicien et astronome hongrois.
  - Jean-Dominique Warnier (mort en 1990), informaticien français.
- 28 mai : Victor Turner (mort en 1983), anthropologue britannique.
- 13 juin : Rolf Huisgen (mort en 2020), chimiste allemand.
- 16 juin : Raymond Lemieux (mort en 2000), chimiste canadien.
- 17 juin : François Jacob, biologiste français, prix Nobel de physiologie ou médecine en 1965.

- 10 juillet : Owen Chamberlain (mort en 2006), physicien américain, prix Nobel de physique en 1959.
- 18 juillet : Henry Gordon Rice (mort en 2003), logicien et mathématicien américain.
- 20 juillet : Francisco González Rul (mort en 2005), archéologue mexicain.
- 22 juillet : Florestan Fernandes (mort en 1995), sociologue et homme politique brésilien.
- 25 juillet : Rosalind Elsie Franklin (morte en 1958), cristallographe britannique.
- 22 août : Philip Arthur Barker (mort en 2001), archéologue britannique.
- 26 août : Alberte Pullman, chimiste théoricienne française.
- 28 août : Paul Germain (mort en 2009), scientifique et universitaire français.

- 3 septembre : Robin Plackett (mort en 2009), statisticien britannique.
- 10 septembre : Calyampudi Radhakrishna Rao (mort en 2023), statisticien indien.
- 16 septembre : Evry Schatzman (mort en 2010), astrophysicien français.
- 29 septembre : Peter Mitchell (mort en 1992), chimiste anglais, prix Nobel de chimie en 1978.

- 2 octobre : Giuseppe Colombo (mort en 1984), mathématicien, astronome, ingénieur italien.
- 3 octobre : Harvey Itano (mort en 2010), biochimiste américain.
- 11 octobre : Jean Montreuil (mort en 2010), biochimiste français.
- 24 octobre : Marcel-Paul Schützenberger (mort en 1996), médecin et mathématicien français.
- 29 octobre : Baruj Benacerraf, médecin et biologiste américain d'origine marocaine, prix Nobel de physiologie ou médecine en 1980.

- 3 décembre : Roland Fraïssé (mort en 2008), mathématicien (logicien) français.
- 6 décembre : George Porter (mort en 2002), chimiste britannique.
- 9 décembre : Camille Sandorfy (mort en 2006), chimiste québécois.
- 17 décembre : Kenneth Iverson (mort en 2004), informaticien canadien.
- 21 décembre :
  - Georges Balandier (mort en 2016), ethnologue et sociologue français.
  - Adele Goldstine (morte en 1964), mathématicienne et informaticienne américaine.
- 27 décembre : Alain Gheerbrant (mort en 2013), poète et explorateur français.

## Décès

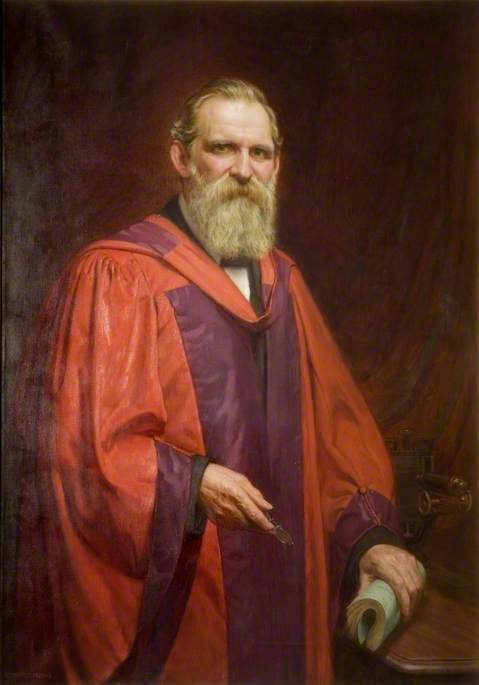
Charles Lapworth

- 18 janvier : Paul Güssfeldt (né en 1840), géologue, alpiniste et explorateur allemand.
- 20 janvier : Walter Edward Gudgeon (né en 1841), ethnologue néo-zélandais.
- 31 janvier : Wilhelm Friedrich Philipp Pfeffer (né en 1845), botaniste allemand.

- 16 février Edward Jones (né en 1856), statisticien américain.
- 20 février : Robert Edwin Peary (né en 1856), explorateur américain.
- 25 février : Marcel Dieulafoy (né en 1844), archéologue français.

- 11 mars : Julio Garavito Armero (né en 1865), astronome et mathématicien colombien.
- 13 mars : Charles Lapworth (né en 1842), géologue britannique.

- 8 avril : John Alfred Brashear (né en 1840), astronome américain et un constructeur d'instruments astronomiques.
- 10 avril : Moritz Cantor (né en 1829), historien des mathématiques allemand.

- 20 juin : Ludwig Gattermann (né en 1860), chimiste allemand.
- 21 juin : Marie-Adolphe Carnot (né en 1839), chimiste, géologue, homme politique et homme d'affaires français.

- 17 juillet : Heinrich Dressel (né en 1845), archéologue et épigraphiste allemand.

- 12 août : Hermann Struve (né en 1854), astronome allemand.
- 16 août : Joseph Norman Lockyer (né en 1836), scientifique, vulgarisateur, et astronome britannique.

- 18 septembre : Frédéric Houssay (né en 1860), zoologiste français.

- 2 novembre : André Dumont (né en 1847), ingénieur et géologue belge.
- 4 novembre : Gustav Wilhelm Ludwig Struve (né en 1858), astronome russe.
- 7 novembre : Félix Pisani (né en 1831), savant, chimiste et minéralogiste français.

- 3 décembre : William de Wiveleslie Abney (né en 1843), astronome, chimiste et photographe britannique.